# Knights of the Temple 2

Город Юзра, берег.

Knights of the Temple 2 (рус. Тамплиеры 2: Портал Тьмы) — компьютерная игра в жанре экшэн с ролевыми элементами, разработанная словацкой студией Cauldron HQ. Мировым издателем является компания Playlogic International. Изданием на территории России и стран СНГ, а также локализацией игры на русский язык занималась компания «Акелла». Выпущена для персонального компьютера и игровых консолей Xbox и PlayStation 2.

## Игровой процесс
Геймплей Knights of the Temple 2 представлен в жанре RPG с видом от третьего лица и элементами, присущими ролевым компьютерным играм. Сражаясь с противниками, игрок разведывает локации и выполняет различные поручения, которые получает от других персонажей (NPC). Всего, помимо главных квестов, в игре присутствует 18 дополнительных заданий. Выполнение большинства из них необязательно, но некоторые тесно связаны с основным сюжетом.
В отличие от предыдущей части игры здесь используется нелинейное прохождение и две разных концовки: злая и добрая. Для выполнения главного квеста игроку необходимо побывать на трех главных локациях и забрать оттуда необходимые для закрытия Врат Ада артефакты. При вхождении во Врата Ада игра завершится независимо от выполненных побочных квестов.

## Сюжет
Knights of the Temple 2 — прямое продолжение предыдущей игры серии, Knights of the Temple: Infernal Crusade (рус. «Тамплиеры: Крестовый поход»), разработанной Starbreeze Studios (издатель в России — «1С»). Сюжет развивается спустя 20 лет после событий, о которых рассказано в первой части игры.
В прологе главный герой Поль Де Рак находится в древнем монастыре Бирке, и рассуждает о последствиях жестокости между людьми. 
 Используя священные книги, Поль находит способ остановить пришествие Тьмы в мир. Для этого ему нужно найти три артефакта: Глаз Бога, который укажет на то место, где находятся Врата Ада; Божественный Меч, который сломит печать и поможет победить врага и Ключ, с помощью которого нужно запереть Врата раз и навсегда. Эти артефакты находятся в трех местах: на про́клятом римском острове Сирмиут, пиратском островке Илгард и древнем арабском городе Юзра.

### Сирмиут
Сирмиут — про́клятый остров. Согласно легендам, римские солдаты своим вторжением оскорбили Храм друидов, который находится неподалёку от населенного пункта, в результате чего те навели чуму на город, которая убивает лишь римлян.
Основные поручения (квесты) в Сирмиуте, которые дают игроку NPC, заключается в исследовании разнообразных мест острова и сражении с противниками, что дает персонажу опыт и возможность подготовиться к дальнейшим битвам. После выполнения всех заданий на первой локации, игроку позволяется перейти на следующую для продолжения сюжетной канвы.

### Илгар
На пиратский остров Илгар, протагонист попадает в тот момент, когда на него нападают сарацины, что вынуждает его вступить с ними в битву. Позже Поль де Рак встречается с пиратом, который попал на Остров Мёртвых. После поединка с ним, согласно пиратским традициям, тот даёт Полю координаты острова. Пройдя через все препятствия, игрок попадает в Великий портал и сражается с боссом, который охраняет Божественный меч.

### Юзра
Главная цель в городе Юзра, помимо выполнения второстепенных заданий, попасть в подземелье, где предположительно должен находиться Ключ от Адских врат. На этой же локации главного героя несправедливо сажают в тюрьму, откуда необходимо сбежать.

### Локации
- Монастырь — монастырь тамплиеров, в котором игрок пройдёт обучение.
- Сирмиут — проклятый римский город, в котором свирепствует чума, странным образом убивающая только тех жителей, в чьих жилах течёт римская кровь. Здесь находится один из трёх артефактов — око, которое Полю придётся выкрасть из храма.
- Илгар — укреплённый город, населённый преимущественно пиратами. Был подвержен нападению сарацин, но благодаря Полю город устоял. Впоследствии отсюда Поль отправится на остров мёртвых, где найдёт артефакт — огненный меч.
- Юзра — арабский город. Здесь герой был схвачен и посажен в тюрьму, откуда пришлось бежать, и выбираться подземными путями. В тот же день город был атакован странными существами, которые, судя по всему, были мутировавшими жителями города. В подземельях Поль забирает силой артефакт жизни у мутанта и покидает город.
- Берег камней — остров, на котором обосновались пираты. Остров разделён на три отличающиеся локации — непосредственно берег, засыпанный камнями, джунгли, в которых растут ядовитые растения, и болота, в котором растут целебные грибы.
- Кладбище кораблей — морской участок, в котором находятся десятки полузатопленных кораблей. Здесь Поль будет искать пропавшего жителя Юзры и сразится с ожившими мертвецами.
- Остров торговца Фаххада — остров, на котором находится лавка арабского торговца Фаххада. Игрок вместе с сарацинами должен будет защитить его, убив всех пиратов на острове. Также после выполнения особого квеста за лавкой откроется дверь на болота острова, где игроку предстоит сразиться с монстрами.
- Главный маяк Юзры — побережье, на котором находится маяк Юзры.
- Врата — остров, на котором находятся врата в ад. Если Поль получил очки доброй судьбы, то он погибнет от огня в аду после поединка с демоном; если же Поль получил очки злой судьбы, то он займет место демона и станет править Адом.

## Отзывы
| Сводный рейтинг | Сводный рейтинг |
| Агрегатор       | Оценка          |
| --------------- | --------------- |
| GameRankings    | 52,62 %         |